# Kouloungou
Kouloungou est une commune située dans le département de Diapangou de la province du Gourma dans la région de l'Est au Burkina Faso.

## Géographie
Kouloungou est située à 12 km à l'Ouest de Fada N'Gourma, le chef-lieu de la province, et à 7,5 km à l'Est de Diapangou. La commune est traversée par la route nationale 4.

## Économie
Du fait de sa localisation sur la RN4 – un axe de communication majeur du pays –, Kouloungou bénéficie des échanges commerciaux au niveau de la province entre Diapangou et Fada N'Gourma.

## Santé et éducation
Le centre de soins le plus proche de Kouloungou est le centre de santé et de promotion sociale (CSPS) de Diapangou.